# 撲水冤家
《撲水冤家》（前名《回到未發時》；英語：Back To Square One），香港電視廣播有限公司製作的時裝電視劇，於2003年2月24日至3月21日（20:00—21:00）期間首播，全劇共20集，監製王心慰。

## 演員表

### 主要演員
- 吳啟華 飾 常浩琛
- 葉　童 飾 殷善美
- 陳　豪 飾 伍文昌
- 黃卓玲 飾 尹小玲

### 其他演員
- 成展權 飾 常喜朗
- 成珈瑩 飾 常喜寧
- 蘇志威 飾 毛志祥
- 吳毅將 飾 區日明
- 湯寶如 飾 楊小莉
- 鄧健泓 飾 林世良
- 歐倩怡 飾 殷慧晴
- 蔡子健 飾 常浩仁
- 周　驄 飾 常　滿
- 白　茵 飾 范　香
- 劉　丹 飾 殷住政
- 盧宛茵 飾 朱少芬
- 曹　眾 飾 Ruby
- 黎　宣 飾 吳　嬌
- 魯振順 飾 蒲君祖
- 朱健鈞 飾 大　義

## 軼事
- 此劇因對抗亞洲電視的長篇劇《萬家燈火》而收視平平。
- 此劇中飾演常喜朗和常喜寧的童星成展權和成珈瑩現實中亦為兩兄妹，與劇中一致。

## 收視
以下為本劇於香港無綫電視翡翠台之收視紀錄：
| 週次 | 集數   | 平均收視 | 最高收視 |
| 1    | 01－05 | 29點     |          |
| 2    | 06－10 | 28點     |          |
| 3    | 11－15 | 28點     |          |
| 4    | 16－20 | 29點     |          |

## 外部連結
- 無綫電視官方網頁 - 撲水冤家
- 無綫電視官方網頁(TVBI) - 撲水冤家 （页面存档备份，存于）